# Mladen Božović
Mladen Božović (černohorskou cyrilicí Младен Божовић; * 1. srpna 1984, Titograd, SFR Jugoslávie) je černohorský fotbalový brankář a reprezentant aktuálně hráč klubu AE Larissa.

## Reprezentační kariéra
V A-mužstvu Černé Hory debutoval 3. 6. 2007 na japonském turnaji Kirin Cup proti týmu Kolumbie (prohra 0:1), ve druhém poločase střídal v bráně Vukašina Poleksiće.